# Touche pas à mes filles
Touche pas à mes filles (8 Simple Rules For Dating My Teenage Daughter puis 8 Simple Rules) est une sitcom américaine en 76 épisodes de 22 minutes, créée par Tracy Gamble d'après un best-seller de W. Bruce Cameron et diffusée entre 17 septembre 2002 et 15 avril 2005 sur le réseau ABC aux États-Unis et au Canada sur le réseau CTV et rediffusée sur la chaîne ABC Spark.
En France, la série a été diffusée à partir du 18 octobre 2003 sur Téva et à partir du 21 mars 2005 sur M6 puis rediffusée sur W9, Série Club et entre le 25 mars 2013 et le 19 avril 2013 sur 6ter. Au Québec, elle est diffusée sur VRAK.TV.
L'acteur principal, John Ritter, meurt le 11 septembre 2003. La série marque alors une pause. À sa reprise, les scénaristes font mourir le personnage de John Ritter et son personnage n'est pas remplacé par la suite. Après ce décès, les acteurs David Spade et James Garner rejoignent le casting. Finalement, après trois saisons, la chaîne ABC met un point final en raison d'une trop faible audience.
La série est adaptée du roman de W. Bruce Cameron intitulé 8 Simple Rules for Dating My Teenage Daughter: And other tips from a beleaguered father (not that any of them work).

## Synopsis
Lorsque Cate, l'épouse de Paul Hennessy, reprend un travail à temps plein, le mari est obligé de s'occuper de leurs trois enfants : Bridget, Kerry et Rory qui lui donnent du fil à retordre ; Bridget, l'aînée de la fratrie s'intéresse plus aux garçons et à sa popularité qu'à ses études ; Kerry, la cadette, sensible, travailleuse et militante se met à défier son autorité et Rory, le benjamin, épie ses sœurs toute la journée. 

## Distribution

### Acteurs principaux
- John Ritter (VF : Gabriel Le Doze) : Paul Hennessy (saisons 1 et 2)
- Katey Sagal (VF : Martine Meiraghe) : Cate Egan Hennessy
- Kaley Cuoco (VF : Laura Préjean) : Bridget Hennessy
- Amy Davidson (VF : Karine Foviau) : Kerry Hennessy
- Martin Spanjers (VF : Donald Reignoux) : Rory Hennessy
- James Garner (VF : Pierre Hatet) : Jim Egan, le père de Cate (saisons 2 et 3)
- David Spade (VF : Guillaume Lebon) : C.J. Barnes, le neveu de Cate (saisons 2 et 3)

### Acteurs récurrents
Saison 1
- Billy Aaron Brown (VF : Christophe Lemoine) : Kyle
- Larry Miller (VF : Hervé Caradec) :  Tommy
- Brian Stiles (VF : Emmanuel Garijo) : Jason
- Nikki Danielle Moore (VF : Elisa Bourreau) : Jenna Sharpe
- Patrick Warburton (VF : Daniel Beretta) : Nick Sharpe
- John Ratzenberger (VF : Patrick Préjean) : Fred Doyle

Saison 2
- Suzanne Pleshette (VF : Michèle Bardollet) : Laura Egan
- Daniella Monet (VF : Patricia Legrand)  : Missy Kleinfeld
- Adam Arkin (VF : Mathieu Rivolier) : Ed Gibb

Saison 3
- Sam Horrigan (VF : David Van De Woestyne) : Pete

Version française
- Société de doublage : Dubbing Brothers
- Direction artistique : Sophie Deschaumes
- Adaptation des dialogues : Christophe Lang et Michel Mella

## Prémices
Les règles sont :
1. Tu te sers de tes mains sur ma fille et tu les perdras ensuite.
2. Tu la fais pleurer, je te fais pleurer.
3. Les rapports sexuels protégés sont un mythe. Si tu tentes quoi que ce soit, cela sera dangereux pour ta santé.
4. Tu la ramènes à la maison en retard, il n'y aura pas d'autres rendez-vous.
5. Si tu te gares dans mon allée et klaxonnes, il vaudrait mieux que tu aies quelque chose à m'apporter car tu n'emporteras rien d'ici.
6. Pas de lamentations pendant que tu l'attends. Si tu t'ennuies, change mon huile.
7. Si ton pantalon est plus bas que tes hanches, je serai heureux de l'accrocher avec mon agrafeuse.
8. Vos rendez-vous doivent être dans des lieux publics. Tu veux de la romance ? Lis un livre.

## Production

### Fiche technique
- Titre original : 8 Simple Rules
- Titre français : Touche pas à mes filles
- Création : Tracy Gamble
- Réalisation : James Widdoes
- Scénario :  Tracy Gamble
- Direction artistique : Jay Pelissier
- Décors : Caitlin Blue
- Costumes : Elizabeth Bass-Galespie
- Photographie : Bruce Finn
- Montage :
- Musique : Dan Foliart, John Adair, Steve Hampton
- Casting : Lori Openden
- Tournage : Walt Disney Studios Burbank, Californie
- Production : Alan Padula
  - Production exécutive : Tracy Gamble, Tom Shadyac, Micheal Bostick
- Société de production : Shady Acres Entertainment, Flody Co., Touchestone Television, Tracy Gamble Productions
- Société de distribution (télévision) : American Broadcasting Company, Buena Vista Television (États-Unis)
- Pays d'origine :  États-Unis
- Langue originale : anglais
- Format : Couleur, Dolby Digital
- Genre : Sitcom, comédie
- Durée : 22 minutes

### La mort de John Ritter
Les trois premiers épisodes de la deuxième saison étaient déjà tournés, lorsqu'on apprit que John Ritter était atteint de dissection aortique. John fut pris d'un malaise pendant les répétitions du quatrième épisode de la saison 2. L'équipe de tournage le conduisit à l'hôpital le plus proche où il allait décéder peu de temps après à la suite d'un mauvais diagnostic de crise cardiaque le 11 septembre 2003. Après la mort de John, la chaîne déclara que la série reprendrait après une pause et qu'ils y intégreraient la mort du personnage de John, Paul Hennessy.
La série fit son retour à la télévision le 4 novembre 2003 avec un épisode d'une heure, intitulé "Les Adieux" en hommage à John. Le reste de la deuxième saison tournera autour de la famille Hennessy qui tentera de tourner la page et de retourner à une vie normale avec l'arrivée du père de Cate, Jim, et de son neveu, C.J.

## Épisodes
| Saison | Saison | Épisodes | Première diffusion | Première diffusion | Sortie en DVD |
| Saison | Saison | Épisodes | Début de saison    | Fin de saison      | Sortie en DVD |
| ------ | ------ | -------- | ------------------ | ------------------ | ------------- |
|        | 1      | 28       | 17 septembre 2002  | 20 mai 2003        | 7 août 2007   |
|        | 2      | 24       | 23 septembre 2003  | 18 mai 2004        | 19 mai 2009   |
|        | 3      | 24       | 24 septembre 2004  | 15 avril 2005      | NC            |

- Il s'agit des DVD ZONE 1 américain, Bizarrement la saison 3 jamais sortie en DVD. La série toujours inédite en DVD en France

## Univers de la série

### Personnages principaux
Paul Hennessy
Ancien journaliste sportif qui travaillait à la maison en tant que chroniqueur. Père très protecteur envers ses deux filles, et complice avec son fils Rory. On dit souvent qu'il est passé maître dans le "deux poids, deux mesures" et que c'est un "psycho-papa", mais aussi que c'est un hypocrite qui met souvent ses enfants dans l'embarras, même s'il veut leur bien. Paul meurt d'une attaque en achetant du lait au magasin, bien qu'on ne fasse pas mention de la cause de son décès, il est suggéré qu'il est rapport avec une affection cardiaque, comme la cause réelle de celui de l'acteur.
Cate S. Hennessy
Jouée par Katey Sagal. Egan, de son nom de jeune fille, épouse, mère et 'infirmière et certainement la plus saine et équilibrée de la famille. Au début de la série, Cate reprend un travail d’infirmière à l'école de ses enfants, pour passer plus de temps avec eux. Au contraire de son mari, elle fait confiance à ses filles.  Dans la troisième saison, elle accepte le poste d'infirmière au lycée de ses enfants afin de pouvoir passer plus de temps avec eux. Vers la fin de la saison 3, elle commence à fréquenter le principal du lycée, Ed Gibb. Son deuxième prénom est Stinky ("qui pue" en anglais) car son père avait promis à son meilleur ami de donner à l'un de ses enfants un nom qui lui rende hommage, après l'avoir accidentellement frappé avec une baïonnette lorsqu'ils étaient saouls. Extrêmement honteuse de ce prénom, Cate prétend que l'initiale S. signifie simplement "Stacy".
Bridget Erin Hennessy
Jouée par Kaley Cuoco. Née en 1986, aînée de la fratrie, c'est la ravissante idiote de la famille. Stéréotype de la blonde, elle est superficielle, uniquement préoccupée par son physique et les garçons. A certains moments, elle peut aussi faire preuve de profondeur et d'intelligence, mais ces moments sont souvent fugaces bien qu'assez poignants. Après la mort de son père, Bridget gagne en maturité. Elle se sent coupable, car la dernière phrase qu'elle lui ait adressée était "Je te déteste ! " lors d'une dispute  juste avant qu'il ne parte à l'épicerie.
Anecdotes concernant le personnage: Dans la saison 3, Bridget révèle à sa mère qu'elle s'est fait tatouer pendant de ses vacances d'été à Washington. On apprend dans la saison 2 que Bridget a été conçue sur une plage.
Kerry Michelle Hennessy
Jouée par Amy Davidson. Née en 1987, Kerry est "l'enfant du milieu" et ça ne lui plaît pas du tout. Elle est souvent considérée comme beaucoup moins jolie que sa sœur aînée Bridget. Dans la première saison, Bridget l'accuse de lui avoir volé son (ex)-petit-ami, Kyle, mais en réalité, c'est Bridget qui a fait fuir Kyle et qui l'a amené à se rapprocher de Kerry. Elle est très sarcastique, fait souvent des sous-entendus à tout le monde, mais épargne plus ou moins sa mère. C'est une militante de la cause animale. Dans la troisième saison, Kerry perd sa virginité avec Bruno, un garçon qu'elle a rencontré à Paris pendant les vacances d'été, alors qu'elle était toujours avec Kyle. Elle est souvent en guerre contre sa sœur et se montre facilement contrariée. Cependant, les deux sœurs s'allient souvent pour tester l'autorité parentale ou aux dépens de leur petit frère Rory. Elle est la plus intelligente de la fratrie mais souvent aussi la plus candide. Quand elle se met à fréquenter l'ex de Bridget, Kyle, sa popularité augmente et elle commence à avoir le même comportement que sa sœur.
Rory Joseph Hennessy
Joué par Martin Spanjers. Né en 1990, Rory est le benjamin. Il épie constamment ses sœurs et prend un malin plaisir à dire aux parents ce qu'elles ont prévu de faire dans leurs dos. Il fait des affaires louches avec C.J, et voudrait avoir un singe comme animal de compagnie, il l'obtiendra par la suite en l'échange de certaines cartes de baseball de son père, singe qu'il échangera plus tard contre une guitare qui elle-même ne fera pas long feu, car il a coutume d'ennuyer toute la famille avec. Il se délecte en faisant le récit à ses amis des détails les plus croustillants de la vie de sa sœur Bridget, amenant même une fois ses camarades à fouiller dans le tiroir où Bridget range ses sous-vêtements. Rory est le chouchou de son père, étant le seul garçon de la fratrie. il est affecté par sa mort, et assène un coup de poing dans le mur en apprenant la nouvelle, se blessant du même coup à la main, mais prétend ensuite que la plaie est une brûlure qu'il s'est faite en sortant un plat du four. Rory lui aussi gagne à maturité après la mort de son père, ce qui fait de son cousin, C.J., l'immature et l'arrogant de la famille.
Jim Egan
Joué par James Garner (2003-2005). Le père de Cate, il a fait la guerre de Corée, en est très fier, et se fâche quand on lui en parle comme d'une opération policière. Il s'éclipse souvent pour aller fumer. Il est très protecteur envers sa famille. À la suite de la mort de Paul et son propre divorce, Jim quitte la Floride et s'installe chez sa fille Cate. Il s'entend mieux avec Rory qu'avec C.J, qu'il frappe souvent de sa canne, mais est fier de lui quand celui-ci réussit en tant que professeur. Quand le père biologique de C.J vient rendre visite à son fils naturel, Jim ne se sent plus à sa place et est confus parce que, pour célébrer le fait que C.J accède au poste de professeur titulaire, il avait prévu de lui offrir une voiture, et le vrai père de C.J le devance en lui achetant une voiture de sport.
C.J. Barnes
Joué par David Spade. Le neveu de Cate. A servi dans l'armée et prétend avoir étudié la photographie aérienne pendant la guerre du Golfe et avoir été reçu le Cœur Violet (Purple Heart), une médaille militaire pour ses états de service pendant cette guerre, ce qui est en contradiction avec son habituel comportement complètement immature pour ses 35 ans. Il occupe cependant le poste de professeur d'histoire dans le lycée que fréquentent Bridget, Kerry et Rory. Il poursuit souvent les femmes de ses assiduités, mais à chaque fois en vain. À la suite de la mort de Paul, C.J. s'installe chez Cate, plus précisément dans sa mini-fourgonnette stationnée dans le jardin. À la suite de l'incendie de la fourgonnette causé accidentellement par le grand-père, il se retrouve obligé de partager le sous-sol avec lui, même s'il ne s'entendent pas très bien. Il fréquente à un moment donné madame Krupp, la prof de maths de ses cousines Kerry et Bridget, mais la trompe avec Cheryl, son ex. Il confie un jour à la sœur de la petite amie de Rory, Sissy, qu'il essaye de séduire, que le "C" de ses initiales signifie "Corey", mais Rory dément par la suite. CJ est un ancien gros consommateur de marijuana, qu'il fumait avec le frère aîné de Kyle, mais prétend au début de la série en plus y avoir touché depuis deux ans, bien que Jim exprime de l'incrédulité.

### Personnages secondaires
Kyle
Joué par Billy Aaron Brown. Ex-petit ami de Bridget, avec qui il a une longue relation, puis plus tard, de Kerry. Kerry rompt avec Kyle à la suite de son infidélité en Europe avec Bruno.
Ed Gibb
Joué par Adam Arkin. Principal du lycée des enfants. Il connaît Cate depuis longtemps et est sorti avec elle au lycée. Le récit de leur relation varie selon qu'il est raconté par Ed ou par Cate. Ils restent bons amis, avec des moments de complicité, et se remettent ensemble vers la fin de la troisième saison.
L'entraîneur Scott
Joué par Dan Cortese. C'est l'entraîneur du lycée pour lequel Bridget a un coup de cœur. Il apprécie beaucoup Cate, et c'est réciproque jusqu'au moment où elle se rend compte du penchant de sa fille pour l'entraîneur, elle rejette ensuite ses avances.
Jenna Sharpe
Jouée par Nikki Danielle Moore (2003-2005).
Missy Kleinfeld
Jouée par Daniella Monet (2003-2004). Elle est le centre des préoccupations de Rory dans la saison 2. Sa sœur, Sissy, elle, apprécie beaucoup C.J.
Jérémie
Joué par Jonathan Taylor Thomas (2003-2004).
Anthony W
Joué par Cole Williams (2002-2004). Un camarade de classe de Bridget. Il est blanc mais s'exprime comme un rappeur noir, ce qui provoque souvent des quiproquos. Dans un épisode, on apprend qu'il joue au jeu de crosse.;
Maggie Barnes
Egan, de son nom de jeune fille. Jouée par Cybill Shepherd. La mère de CJ, et sœur de Cate. Maggie possède le même caractère sensible et soupe au lait que Kerry. Au détour d'une conversation entre Edd Gibb et Cate, on apprend que Cate était la plus douée et la plus populaire des deux.
Fred Doyle
Joué par John Ratzenberger. C'est le voisin envahissant des Hennessy, le père de Donald Doyle (dit "Donny") qui fut l'un des petits amis de Bridget pendant quelque temps, et mari de Marie-Hélène (incarnée à l'écran par Shelley Long puis par Cindy Williams). On apprend que la famille Doyle est pieuse dans l'épisode 2, quand Bridget parle de l'étude de la Bible.
Madame Crupp
Jouée par Suzy Nakamura. Une prof de math du lycée.
Damien
Joué par Paul Wesley. Un ex-petit ami de Bridget. Il apparaît seulement dans deux épisodes.

## Accueil

### Public

#### Aux États-Unis
Le premier épisode de la deuxième saison est diffusé le 23 septembre 2003 et réussit à rassembler 17,3 millions de téléspectateurs réalisant ainsi son second meilleur score historique.

## Récompenses et nominations

### Récompenses
- 2003
ASCAP Award
Meilleure série télévisée, Dan Foliart (musique)
Genesis Awards
Meilleur épisode d'une série télévisée comique
People's Choice Awards
Meilleure nouvelle série comique
Teen Choice Awards
Choice TV Breakout Show
Meilleure révélation féminine, Kaley Cuoco (dans le rôle de Bridget)
- 2004
Emmy Award
Meilleure photographie pour une série à plusieurs caméras, Bruce L. Finn pour l'épisode "Les Adieux"
Young Artist Awards
Meilleure prestation dans une série télévisée - Premier rôle masculin, Martin Spanjers (dans le rôle de Rory)
- 2005
Genesis Awards
Sid Caesar Comedy Award pour l'épisode "C'est les vacances" [2/2]
Prism Awards
Meilleure prestation dans une série télévisée comique, Katey Sagal (dans le rôle de Cate)

### Nominations
- 2003
Art Directors Guild
Meilleure direction artistique pour une série télévisée à caméras multiples, Jay Pelissier pour l'épisode "Tout ce que je veux pour Noël"
BAFTA Children's Award
Meilleure série internationale
Casting Society of America
Meilleur casting pour une série télévisée comique
Teen Choice Awards
Meilleure série télévisée
Meilleure actrice dans une série télévisée comique, Kaley Cuoco (dans le rôle de Bridget)
Young Artist Awards
Meilleure prestation dans une série télévisée - Premier rôle masculin, Martin Spanjers (dans le rôle de Rory)
Meilleure prestation dans une série télévisée - Second rôle féminin, Kaley Cuoco (dans le rôle de Bridget)
- 2004
Directors Guild of America
Meilleure réalisation pour une série télévisée comique, James Widdoes pour l'épisode "Les Adieux"
Emmy Award
Meilleure actrice dans un premier rôle dans une série télévisée comique, John Ritter (dans le rôle de Paul)
Teen Choice Awards
Meilleure actrice dans une série télévisée comique, Kaley Cuoco (dans le rôle de Bridget)
Young Artist Awards
Meilleure prestation dans une série télévisée - Second rôle féminin, Kaitlin Cullum
Meilleure prestation dans une série télévisée - Jeune tenant un premier rôle féminin, Kaley Cuoco